# Station Ørestad
Station Ørestad is een spoorwegstation in de Deense hoofdstad Kopenhagen, dat in 2000 is geopend. 

## Geschiedenis
Na meerdere plannen voor uitbreiding van de stad op Amager, het eiland ten zuiden van het oude Kopenhagen kwam in 1989 een werkgroep met een uitgewerkt voorstel voor nieuwe woonwijken en bedrijfsterreinen, de Ørestad, aan de westzijde van Amager. Op 23 maart 1991 sloten Zweden en Denemarken een overeenkomst voor de aanleg van een vaste oeververbinding tussen Kopenhagen en Malmö en in het voorjaar van 1992 werd de Ørestadwet aangenomen die de uitvoering van het bouwproject op Amager in handen legde van de Ørestadsselskabet.  
De autosnelweg en de spoorlijn van en naar de Sontbrug werden vanaf het vliegveld van Kopenhagen vrijwel recht naar het westen gelegd en via bruggen aan de westkant van Amager met het Deense snelwegen- respectievelijk spoorwegnet verbonden. Op Amager werden drie spoorwegstations langs de nieuwe lijn gebouwd waarvan het westelijkste bij Ørestad.  De spoorlijn op Amager en de stations  Københavns Lufthavn en Tårnby werden op 27 september 1998 geopend, station Ørestad volgde op 2 juli 2000 toen ook de treindienst over de Sontbrug begon. Uiteindelijk begon in 2010 de verkoop van de eerste appartementen in Ørestad Zuid. 

## Reizigersverkeer
Aanvankelijk werd het station weinig gebruikt omdat er nog geen metrostation was noch  een winkelcentrum en de Ørestad Boulevard nog doodliep bij Vestamager. Na de opening van het metrostation op 19 oktober 2002 kwam er meer aanloop en was het mogelijk om op de Kay Fiskers plads over te stappen op busdiensten. De reizigersstroom bestond echter nog steeds voornamelijk uit bewoners van de eengezinswoningen in Tårnby aangezien er rond het station nog geen bebouwing was. De opening van winkelcentrum Field's in 2004 betekende vooral meer aanloop voor het metrostation, terwijl buslijn S500, die het vliegveld verbond met de westelijk voorsteden, werd ingekort en in plaats van op het vliegveld haar eindpunt op de Kay Fiskers plads kreeg. In 2006 werd de Otte Bache Allé geopend tussen het zuideinde van de Ørestad Boulevard en de Kongelundsvej, en werden er busdiensten geopend langs Ørestad en Vestamager, hierdoor werd het station een lokaal OV-knooppunt.  Het station wordt bediend door stoptreinen naar het vliegveld, de binnenstad en Malmö.      

## Ligging en inrichting
Het station ligt midden in Ørestad aan de spoorlijn Kopenhagen - Malmö en heeft twee sporen voor langeafstandstreinen. De perrons liggen aan de buitenkant van de sporen wat altijd een punt van kritiek is geweest omdat reizigers zo niet makkelijk naar het andere spoor kunnen. Het ontwerp van het station voorziet echter in vier sporen met twee eilandperrons en er is dan ook ruimte om aan de buitenkant van de perrons nog sporen te leggen. Om dit te realiseren zijn eigenlijk maar vier wissels en 700 meter spoor nodig.  
De perrons zijn toegankelijk met vaste trappen bij de Kongelundsvej, aan de oostkant  en met trappen, liften en roltrappen in het midden. Deze zijn verbonden met een overdekte loopbrug onder het metroviaduct die aan de andere kant uitkomt bij de zuidelijke toegang van het metrostation.  Naast het metrostation ligt Field's, het grootste winkelcentrum van Scandinavië, en de evenementenhal Royal Arena ligt iets ten zuiden van het station.

## Afbeeldingen

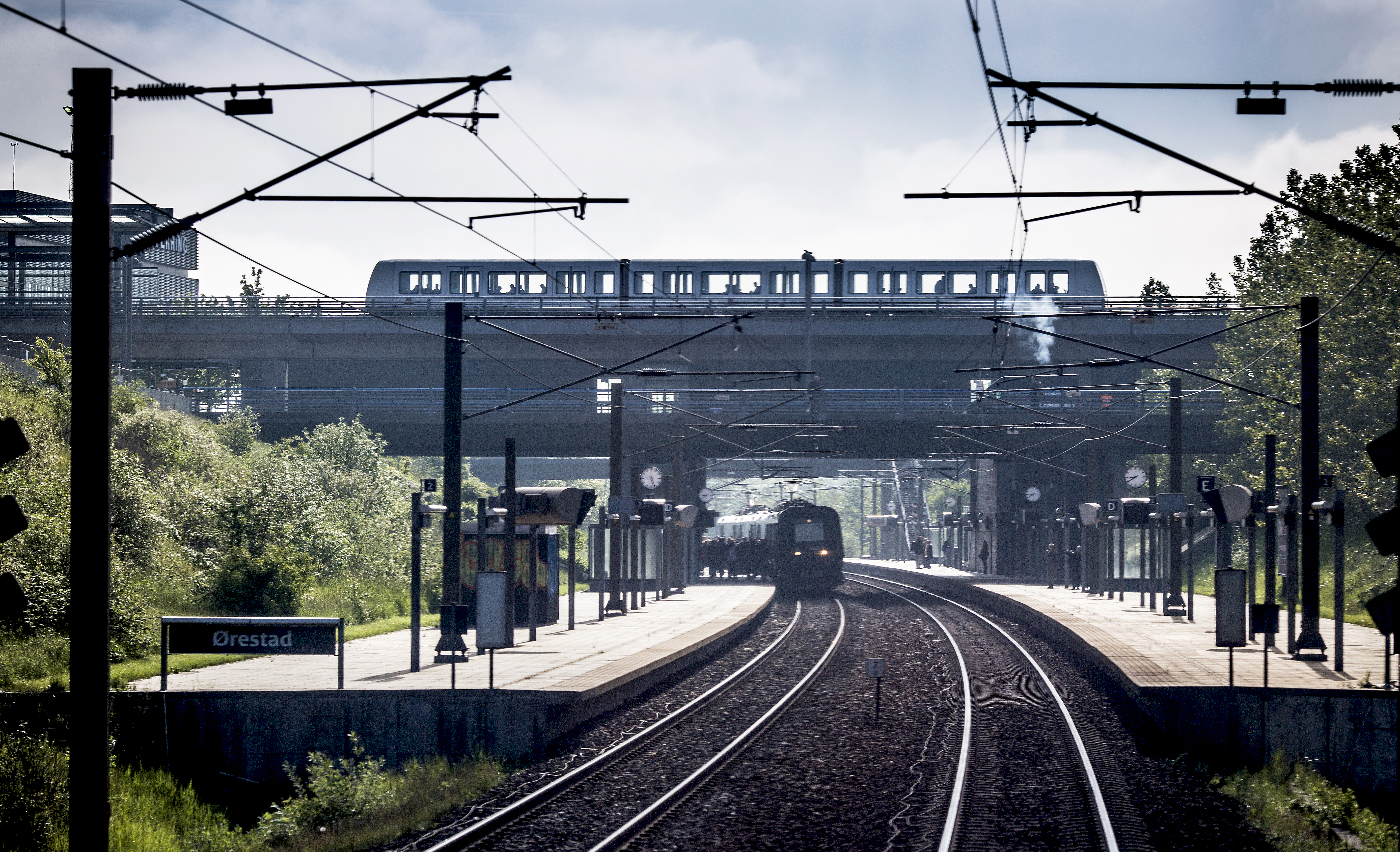
Het station gezien uit het westen.
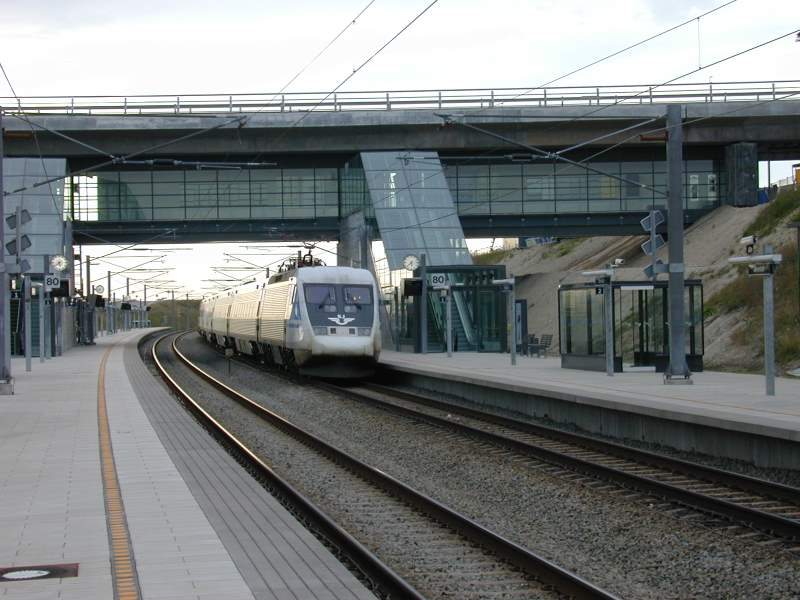
SJ X2 onder de loopbrug en het metroviaduct op weg naar Kopenhagen.
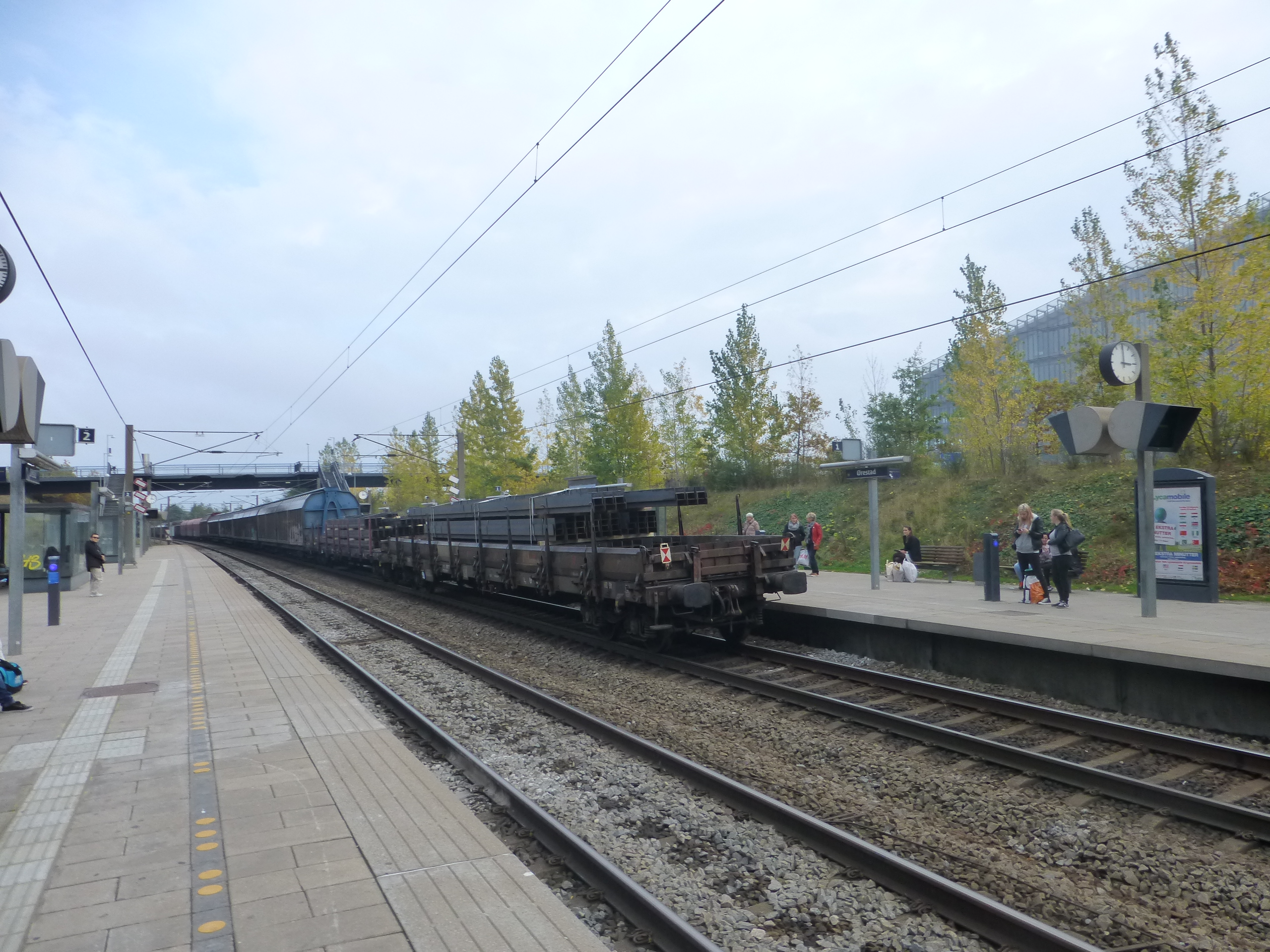
Een goederentrein richting Zweden, op de achtergrond de brug van de Kongelundsvej bij het oosteinde van de perrons.